# Yvaral
Jean-Pierre Vasarely, unter dem Künstlernamen Yvaral bekannt (* 25. Januar 1934 in Paris; † 2. August 2002 ebenda), war ein französischer Maler, Computerkünstler und Kinetischer Künstler sowie Vertreter der Op-Art. Er gehörte neben Julio Le Parc, François Morellet, Horacio Garcia Rossi, Francisco Sobrino und Joël Stein im Jahr 1960 zu den Mitbegründern der Künstlergruppe Groupe de Recherche d’Art Visuel (GRAV).

## Leben und Werk
Yvaral wurde als Jean-Pierre Vasarely geboren und war der Sohn von Victor Vasarely. Er studierte von 1950 bis 1953 Grafik und Werbung an der École des Arts appliqués in Paris. Ab 1960 begann er mit den Gleichgesinnten in der Groupe de Recherche d'Art Visuel zu arbeiten, um die Entwicklung einer kohärenten abstrakten Bildsprache durch einfache geometrische Elemente zu unterstützen.
Im Jahr 1975 prägte er den Begriff Numerische Kunst um darzustellen, dass seine Kunst nach numerischen Regeln oder Algorithmen entwickelt (oder auch: programmiert) wird. Von diesem Zeitpunkt an verwendete er Computer zur digitalen Verarbeitung und Veränderung von Bildern, auch wenn er die endgültigen Bilder immer noch von Hand bemalte.
Er nutzte diese Technik, um eine Reihe von Porträts zu schaffen: Ausgehend von ikonischen Darstellungen, wie dem Gesicht Marilyn Monroes, veränderte er diese nach und nach, bis zu dem Punkt, an dem sie als abstrakte Kompositionen erschienen, während das Originalbild erkennbar blieb.
Yvaral nahm als Teil der Groupe de Recherche d'Art Visuel und später auch als Einzelkünstler an zahlreichen Einzel- und Gruppenausstellungen weltweit teil. Dazu gehörte unter anderem 1964 die Teilnahme an der documenta III in Kassel in der Abteilung Licht und Bewegung.